# Literaturjahr 1869
Liste der Literaturjahre

◄◄ | ◄ | 1865 | 1866 | 1867 | 1868 | Literaturjahr 1869 | 1870 | 1871 | 1872 | 1873 | ►

Weitere Ereignisse
Dieser Artikel behandelt das Literaturjahr 1869.

## Ereignisse

### Prosa

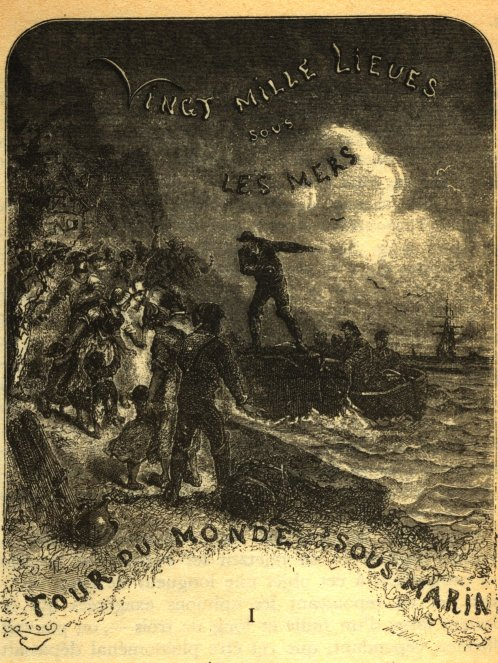
Vingt mille lieues sous les mers; Titelblatt der Erstausgabe

- Oktober: Der erste Band des Romans Vingt mille lieues sous les mers (20.000 Meilen unter dem Meer) von Jules Verne erscheint. Darin kommt erstmals die Romanfigur des Kapitän Nemo und sein U-Boot Nautilus vor.
- 4. November: Die Zeitung Journal des débats beginnt mit dem Vorabdruck von Jules Vernes Roman Autour de la Lune (Reise um den Mond), die Fortsetzung des 1865 erschienenen Werkes Von der Erde zum Mond (De la Terre à la Lune). Die letzte Folge erscheint am 8. Dezember.

- Gustave Flaubert veröffentlicht seinen letzten vollendeten Roman L'Éducation sentimentale (Die Erziehung der Gefühle).
- Der zweite Teil von Louisa May Alcotts Roman Little Women erscheint.
- Die endgültige Fassung des Romans Krieg und Frieden von Lew Nikolajewitsch Tolstoi wird veröffentlicht.

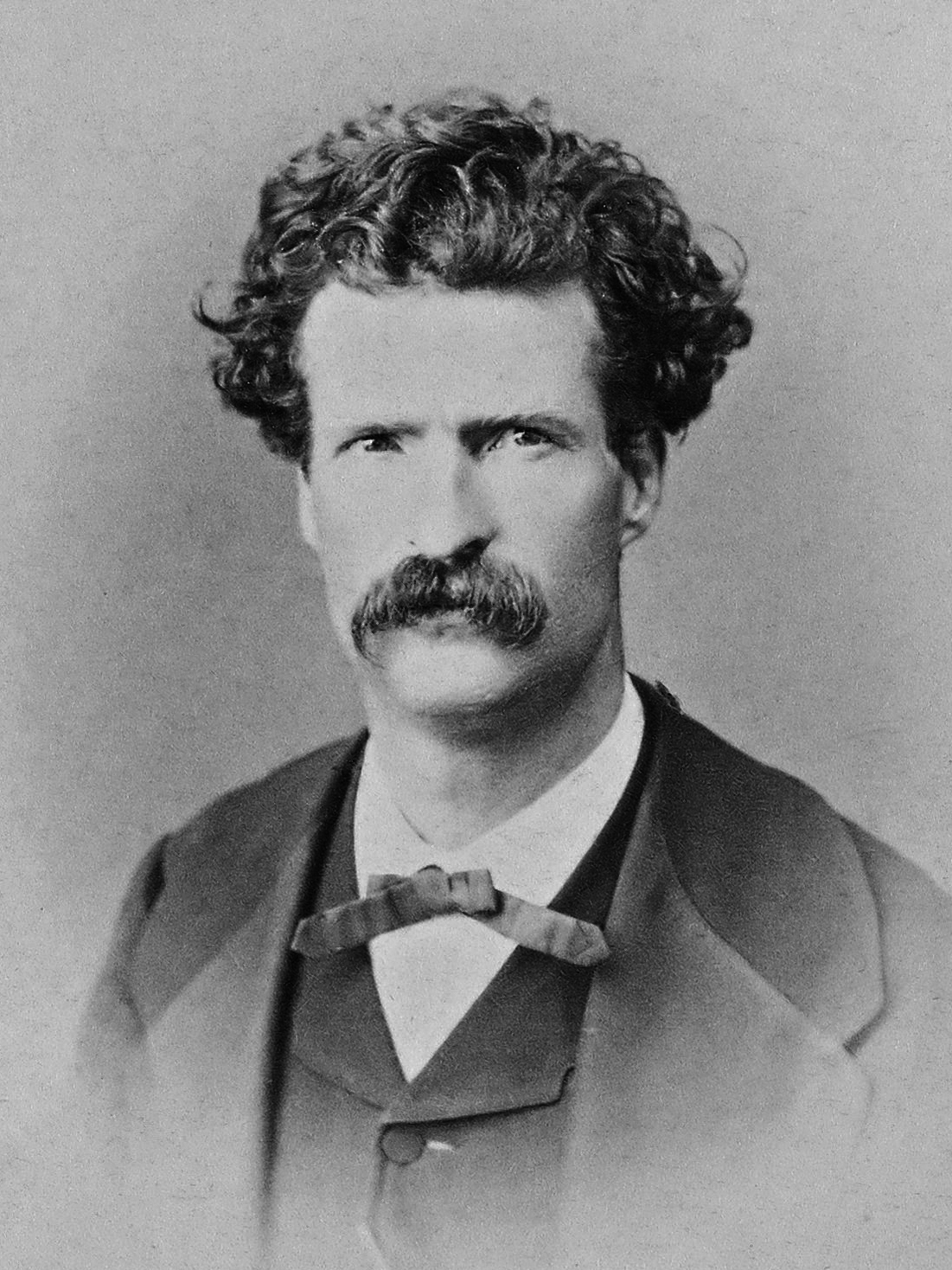
Mark Twain

- Mark Twain veröffentlicht das Reisetagebuch The Innocents Abroad (Die Arglosen im Ausland) über eine Seereise im Jahr 1867.
- Der steirische „Waldbauernbub“ Peter Rosegger veröffentlicht die ersten von ihm verfassten Erzählungen.
- Karl Simrock veröffentlicht das Werk Rheinsagen, das unter anderem die Bäckerjungensage beinhaltet.

### Lyrik
- Spätsommer: Die von Isidore Lucien Ducasse unter dem Pseudonym Lautréamont verfasste Gedichtsammlung Les Chants de Maldoror (Die Gesänge des Maldoror) liegt bereits fertig im Druck vor, als der Verleger Albert Lacroix aus Angst vor der Zensur die Veröffentlichung im letzten Moment verweigert. Ducasse bittet daraufhin den Verleger Auguste Poulet-Malassis, der 1857 Baudelaires Blumen des Bösen herausgegeben hat, dringend, an die Literaturkritiker Rezensions-Exemplare zu schicken, da sie allein „den Anfang einer Publikation beurteilen, die ihr Ende sicher erst später sehen wird, wenn ich das meine gesehen habe“. Er versucht, seine Position zu erklären, und bietet für kommende Auflagen sogar an, einige „zu starke Stellen“ zu streichen. Der Erste Gesang des Maldoror ist anonym bereits im Vorjahr in Paris publiziert worden sowie im Januar dieses Jahres in der Anthologie Parfums de l’Ame, herausgegeben von Evariste Carrance in Bordeaux erschienen.

### Drama
- Von Alexander Suchowo-Kobylin erscheint Tarelkins Tod. Der „Komödien-Scherz“ bildet den Abschluss einer Dramentrilogie, zu der noch die Vorgängerstücke Kretschinskis Hochzeit (1854) und Die Akte (1861) gehören.

### Periodika
- 4. November: Die Erstausgabe der Fachzeitschrift Nature erscheint. Als Herausgeber zeichnet der Physiker Joseph Norman Lockyer verantwortlich.

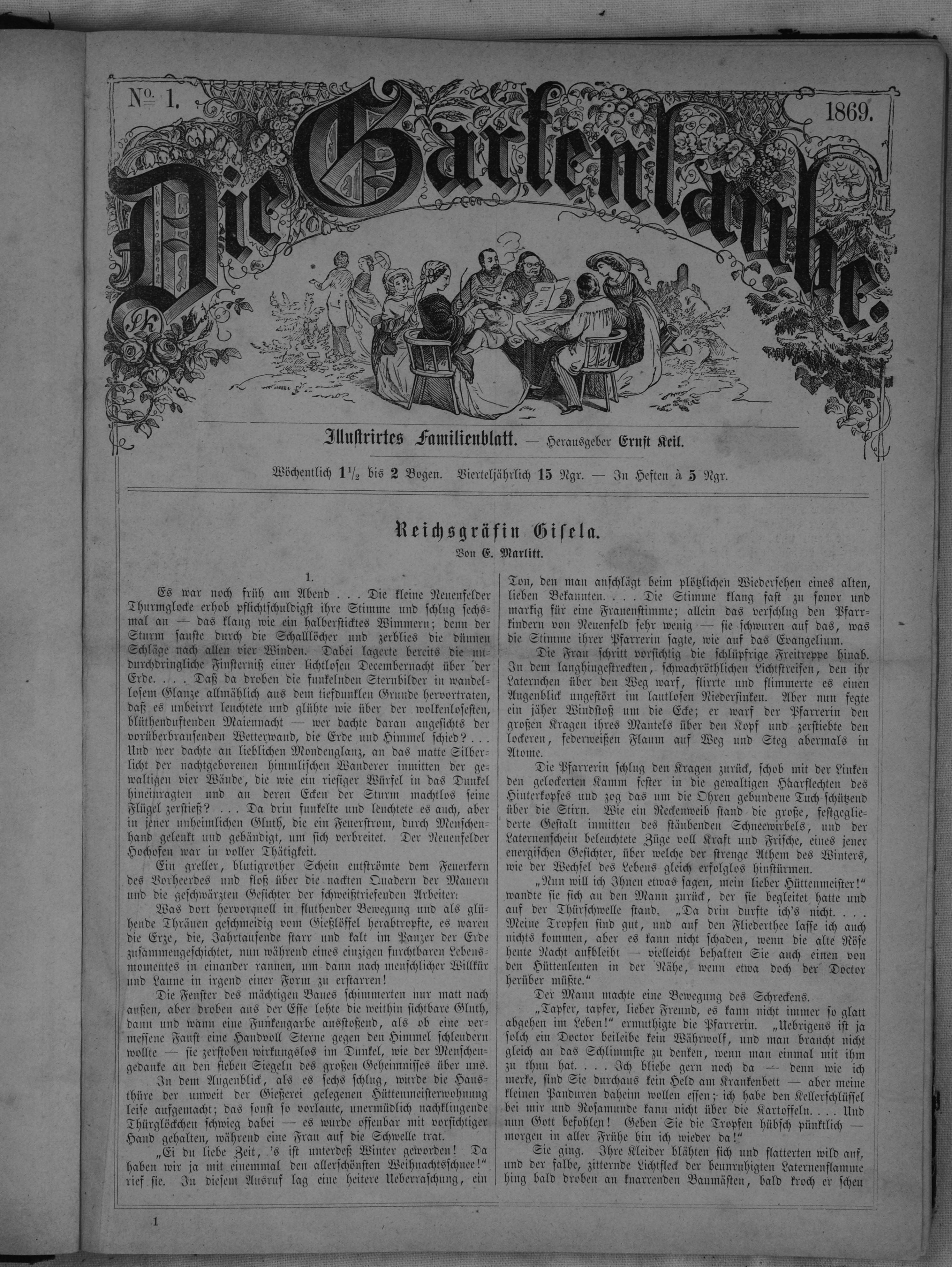
Die Gartenlaube 1869

### Comic
- 30. Januar: Die in der Zeitschrift Vida Fluminense erscheinende Kindergeschichte As Aventuras de Nhô Quim ou Impressões de Uma Viagem à Corte (Die Abenteuer von Nhô Quim oder Impressionen einer Reise an den Hof) von Angelo Agostini gilt als erster Comic Brasiliens und als einer der ältesten der Welt.

### Sachliteratur

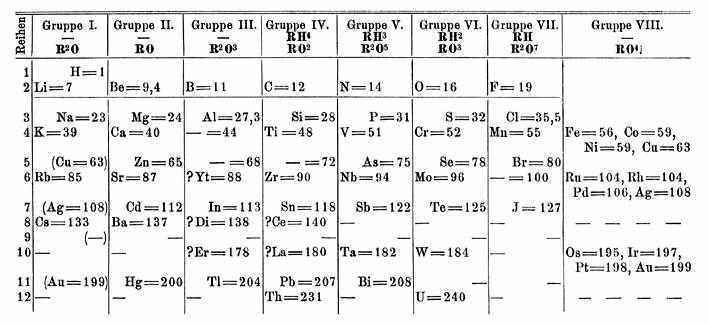
Das Periodensystem Mendelejews

- 6. März: Der russische Chemiker Dmitri Iwanowitsch Mendelejew präsentiert gemeinsam mit Nikolai Alexandrowitsch Menschutkin der Russischen Chemischen Gesellschaft das Periodensystem der chemischen Elemente in der Abhandlung Die Abhängigkeit der chemischen Eigenschaften der Elemente vom Atomgewicht, die unmittelbar danach in Russisch und Deutsch publiziert wird. Der Deutsche Lothar Meyer publiziert wenige Monate später in der Abhandlung Die Natur der chemischen Elemente als Funktion ihrer Atomgewichte eine fast identische Tabelle.

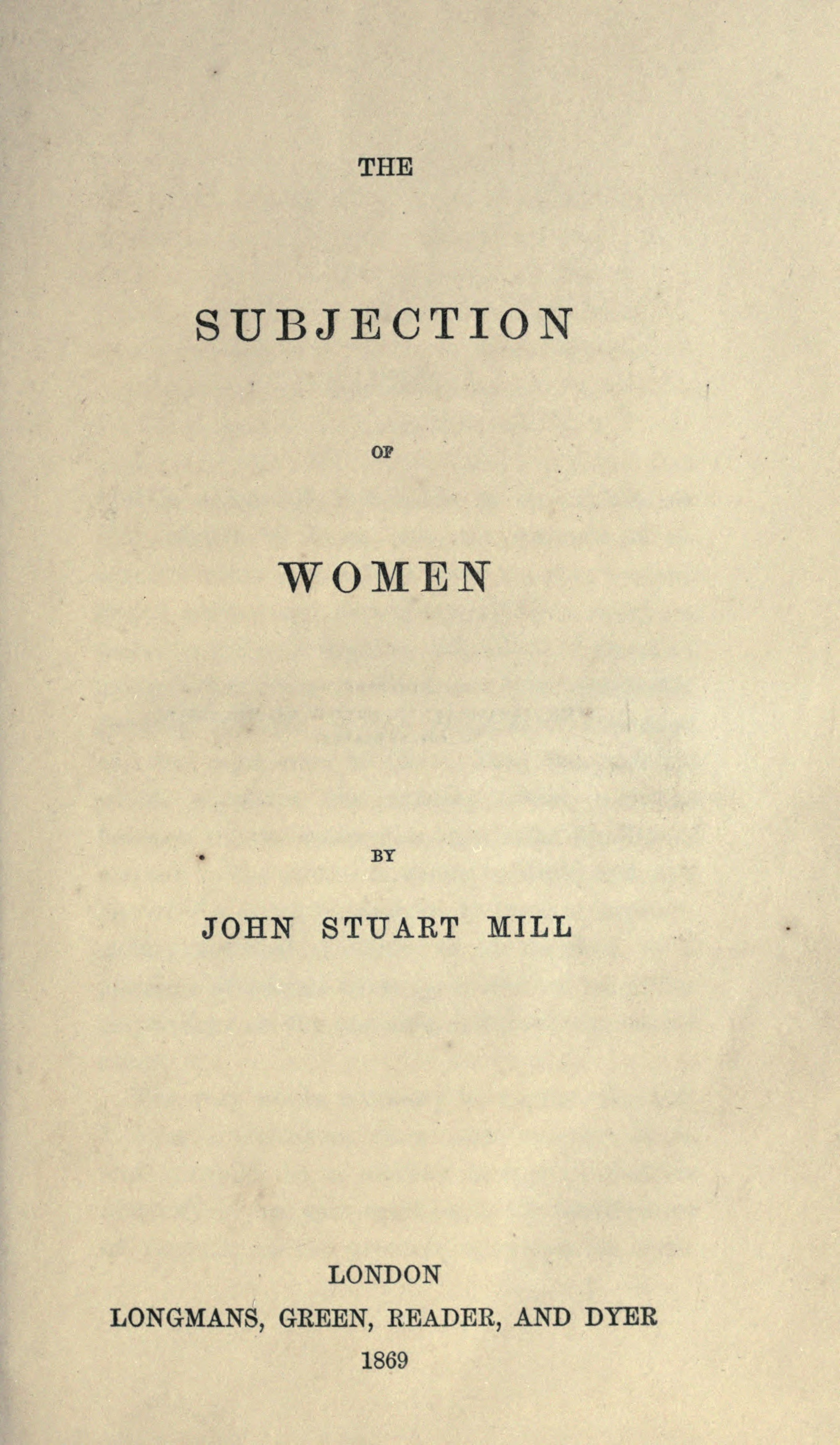
Originalausgabe The Subjection of Women

- Unter dem Namen von John Stuart Mill erscheint der Essay  The Subjection of Women (Die Hörigkeit der Frau). Das Werk ist das Ergebnis der Gedanken und Ideen, die Mill zusammen mit seiner späteren Ehefrau Harriet Taylor Mill über zwei Jahrzehnte diskutiert und entwickelt hat. Seine Stieftochter Helen Taylor wird heute meist, aber nicht immer, als Koautorin genannt. Das Thema des Essays, das als eines der wichtigsten Werke der feministischen Theorie des 19. Jahrhunderts gilt, ist eine grundlegende Kritik der ungleichen sozialen Stellung der Frau. Das Werk löst Begeisterung ebenso wie Spott und heftige Kritik aus.

### Sonstiges

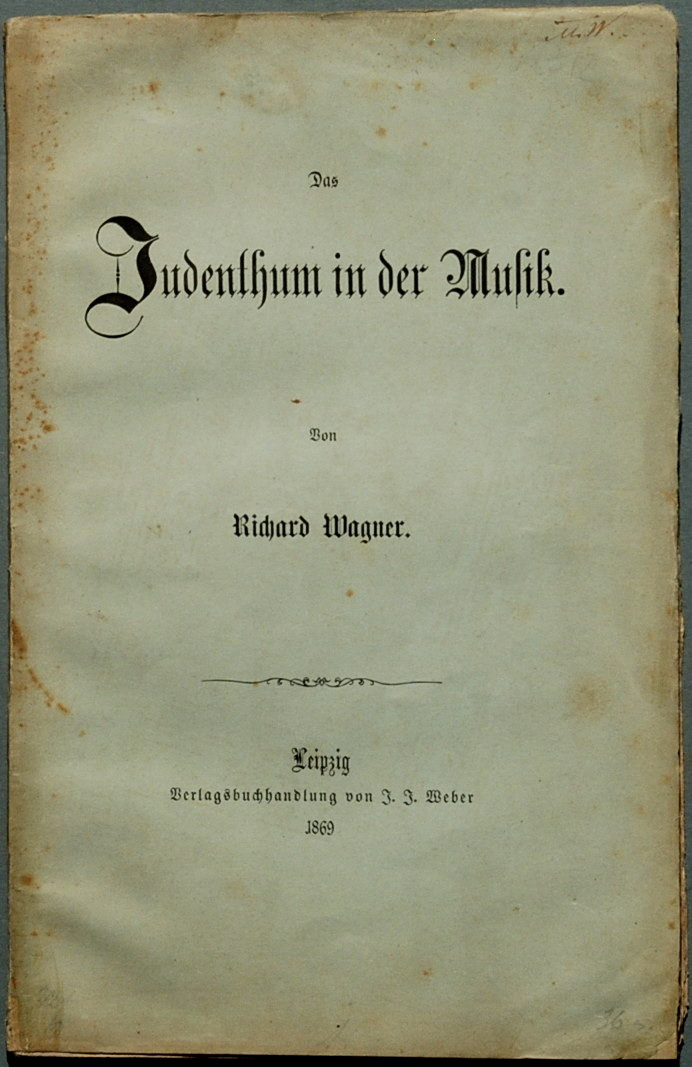
Die Broschüre von 1869

- Richard Wagner veröffentlicht den 1850 von ihm verfassten antisemitischen Aufsatz Das Judenthum in der Musik als Broschüre.

## Geboren

### Erstes Halbjahr
- 12. Januar: Carl Küchler, deutscher Reiseschriftsteller († 1945)
- 15. Januar: Stanisław Wyspiański, polnischer Schriftsteller und Dramatiker († 1907)
- 7. Februar: Jindřich Šimon Baar, tschechischer Schriftsteller, katholischer Priester und Vertreter des Realismus († 1925)
- 11. Februar: Else Lasker-Schüler, deutsche Lyrikerin († 1945)

- 14. März: Algernon Blackwood, britischer Schriftsteller († 1951)
- 6. April: Levon Schant, armenischer Dramatiker, Schriftsteller, Dichter und Gründer der „Stiftung der nationalen Kultur“ († 1951)
- 19. April: Melville Davisson Post, US-amerikanischer Kriminalschriftsteller († 1930)
- 25. April: Alois Theodor Sonnleitner, österreichischer Jugendbuchautor († 1939)

- 24. Mai: Ivan Aguéli, schwedischer Wandersufi, Maler und Autor († 1917)
- 7. Juni: Heinrich Ströbel, deutscher Publizist und Politiker († 1944)
- 26. Juni: Martin Andersen Nexø, dänischer Schriftsteller († 1954)

### Zweites Halbjahr
- 2. Juli: Liane de Pougy, französischer Ballett-Tänzerin und Schriftstellerin († 1950)
- 2. Juli: Hjalmar Söderberg, schwedischer Schriftsteller († 1941)

- 14. August: Ludwig Kessing, deutscher Arbeiterdichter († 1940)
- 18. August: Ernst Graf zu Reventlow, deutscher Marineoffizier, Schriftsteller und Politiker († 1943)
- 22. August: Arthur Holitscher, ungarischer Reiseschriftsteller, Essayist, Romancier und Dramatiker († 1941)

- 6. September: Felix Salten, österreichischer Schriftsteller († 1945)
- 17. September: Karl Wolfskehl, deutscher Schriftsteller und Übersetzer († 1948)
- 23. September: Otfrid von Hanstein, deutscher Schriftsteller († 1959)

- 3. Oktober: Robert Kraft, deutscher Schriftsteller († 1916)
- 12. Oktober: Kinoshita Naoe, japanischer Schriftsteller und Journalist († 1937)
- 22. Oktober: Josef Ettlinger, deutscher Journalist und Literaturhistoriker († 1912)

- 13. November: Franz Gleitze, deutscher Heimatdichter († 1958)
- 13. November: Helene Stöcker, deutsche Frauenrechtlerin, Sexualreformerin, Pazifistin und Publizistin († 1943)
- 22. November: André Gide, französischer Schriftsteller († 1951)

- 3. Dezember: Anne Brigman, amerikanische Kunstfotografin und Lyrikerin († 1950)
- 6. Dezember: Rudolf Herzog, deutscher Journalist und Schriftsteller († 1943)
- 18. Dezember: Karl Dieterich, deutscher Sprachwissenschaftler und Literaturhistoriker († 1935)
- 22. Dezember: Edwin Arlington Robinson, US-amerikanischer Dichter († 1935)

### Genaues Geburtsdatum unbekannt
- Ahmet Ağaoğlu, aserbaidschanisch-türkischer Publizist, Journalist und Abgeordneter († 1939)

## Gestorben
- 9. Januar: Sally von Kügelgen, deutschbaltische Tagebuchautorin (* 1835?)
- 18. Januar: Bertalan Szemere, ungarischer Schriftsteller und Politiker (* 1812)
- 26. Januar: Georg Fein, deutscher Publizist und demokratischer Politiker des Vormärz (* 1803)
- 26. Januar: Ernest Charles Jones, englischer Schriftsteller, Dichter und Anwalt (* 1819)
- 30. Januar: William Carleton, irischer Schriftsteller (* 1794)

- 14. Februar: Samuel Ludvigh, österreichisch-ungarischer Schriftsteller, Journalist und Dichter (* 1801)
- 15. Februar: Mirza Ghalib, indischer Dichter indisch-türkischer Abstammung (* 1797)
- 22. Februar: Wilhelm Floto, deutscher Komödiendichter (* 1812)

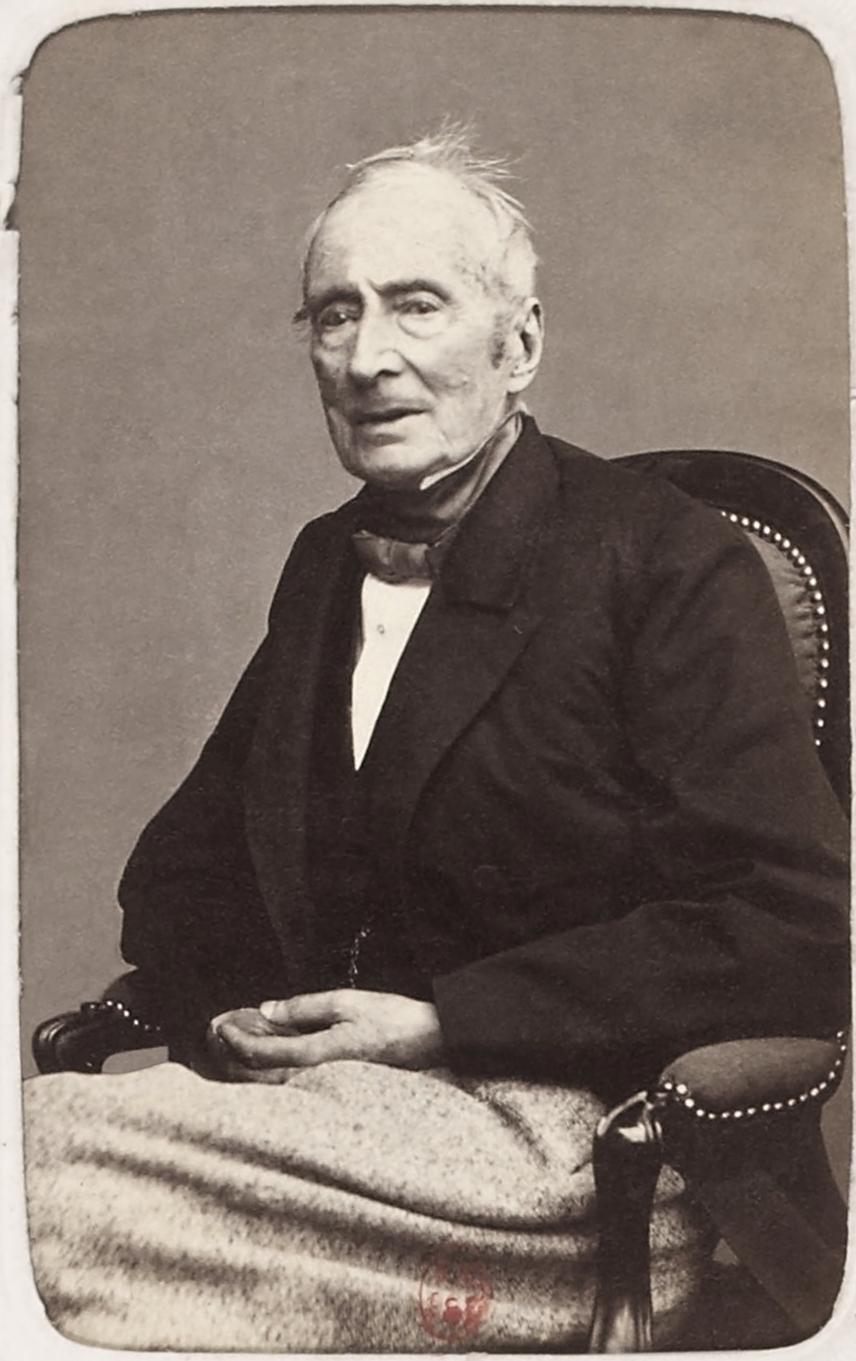
Alphonse de Lamartine, ca. 1865

- 28. Februar: Alphonse de Lamartine, französischer Dichter, Schriftsteller und Politiker (* 1790)

- 6. März: James Emerson Tennent, britischer Politiker, Kolonialbeamter und Schriftsteller (* 1804)
- 11. März: Wladimir Odojewski, russischer Schriftsteller und Komponist (* 1803)
- 12. März: Aron von Kangeq, grönländischer Maler und Erzähler (* 1822)
- 23. März: Anton Wilhelm von Zuccalmaglio, deutscher Heimatschriftsteller und Volksliedforscher (* 1803)
- 27. März: James Harper, US-amerikanischer Verleger und Politiker (* 1795)
- 28. März: Jules Joseph Gabriel de Lurieu, französischer Theaterdichter und Librettist (* 1792)

- 24. April: Charles Varin, französischer Dramatiker (* 1798)
- 26. April: Franz Michael Felder, österreichischer Schriftsteller (* 1839)

- 7. Juli: Paul Botten-Hansen, norwegischer Literaturkritiker und Bibliothekar (* 1824)
- 19. Juli: Victor Aimé Huber, deutscher Sozialreformer, Reiseschriftsteller und Literaturhistoriker (* 1800)

- 18. Oktober: Simon Jenko, slowenischer Dichter (* 1835)
- 29. Oktober: Antony Deschamps, französischer Dichter und Übersetzer (* 1806)

- 1. Dezember: Eduard Vieweg, deutscher Verleger (* 1797)
- 21. Dezember: Wilhelm Wackernagel, deutscher Schriftsteller und Germanist (* 1806)